# ثردآی
ثردآی (انگلیسی: 3YE, کره‌ای: 써드아이؛ به صورت Third Eye تلفظ می‌شود) گروه دخترانه اهل کره جنوبی تشکیل شده توسط جی‌اچ انترتینمنت در سال ۲۰۱۹ است. گروه در ۲۱ مه ۲۰۱۹ با تک‌آهنگ دیجیتال «DMT» فعالیتش را آغاز کرد.